# هیوسیامین
هیوسیامین (انگلیسی: Hyoscyamine) (همچنین daturine یا duboisine) یک آلکالوئید تروپان و سم گیاهی طبیعی است. این ماده یک متابولیت ثانویه است که در گیاهان خاصی از خانواده بادنجانیان یافت می‌شود، این ماده ایزومر نوری آتروپین است و بنابراین گاهی به عنوان لووآتروپین شناخته می‌شود.
نام‌های تجاری هیوسیامین عبارتند از Symax, HyoMax, Anaspaz, Egazil, Buwecon, Cystospaz, Levsin, Levbid, Levsinex, Donnamar, NuLev, Spacol T/S و Neoques.

## کاربرد
هیوسیامین برای تسکین علامتی اسپاسم ناشی از اختلالات مختلف تحتانی شکم و مثانه از جمله زخم معده، سندرم روده تحریک پذیر، دیورتیکولیت، پانکراتیت، قولنج و سیستیت بینابینی استفاده می‌شود. همچنین برای تسکین برخی از مشکلات قلبی، کنترل برخی از علائم بیماری پارکینسون، و همچنین برای کنترل علائم تنفسی غیرطبیعی و «ترشحات بیش از حد مخاط» در بیماران مبتلا به بیماری ریوی استفاده شده‌است.
همچنین در کنترل درد برای دردهای عصبی، دردهای مزمن و مراقبت‌های تسکینی - «مراقبت‌های آسایشی» - برای کسانی که درد غیرقابل درمان ناشی از بیماری‌های مقاوم به درمان و درمان ناپذیر دارند، سودمند است. هنگامی که با مواد افیونی ترکیب می‌شود، سطح بی‌دردی (تسکین درد) به دست آمده را افزایش می‌دهد. پنداشته می‌شود مکانیسم‌های متعددی به این اثر کمک می‌کنند. داروهای مرتبط نزدیک آتروپین و هیوسین و سایر اعضای گروه داروهای آنتی کولینرژیک مانند سیکلوبنزاپرین، تری هگزی فنیدیل، و اورفنادرین نیز برای این منظور استفاده می‌شوند. هنگامی که هیوسیامین همراه با مواد افیونی یا سایر عوامل ضد پریستالتیک استفاده می‌شود، با توجه به خطر ابتلا به ایلئوس فلج، اقدامات برای جلوگیری از یبوست بسیار مهم است.

## اثرات نامطلوب
عوارض جانبی شامل خشکی دهان و گلو، افزایش اشتها منجر به افزایش وزن، درد چشم، تاری دید، بی‌قراری، سرگیجه، آریتمی، گرگرفتگی و غش است. مصرف بیش از حد آن باعث سردرد، حالت تهوع، استفراغ و علائم سیستم عصبی مرکزی از جمله بی‌حسی، توهم، سرخوشی، برانگیختگی جنسی، از دست دادن حافظه کوتاه مدت و احتمال کما در موارد شدید می‌شود. اثرات سرخوشی و جنسی قوی‌تر از آتروپین است، اما ضعیف‌تر از هیوسین، و همچنین آنتی‌هیستامین‌های دی سیکلوورین، اورفنادرین، سیکلوبنزاپرین، تری هگزی فنیدیل و اتانول آمین مانند فنیل تولوکسامین است.

## فارماکولوژی
هیوسیامین یک آنتی موسکارینی است. این دارو عملکرد استیل‌کولین را در محل‌های پاراسمپاتیک در غدد عرق، غدد بزاقی، ترشحات معده، عضله قلب، گره سینوسی دهلیزی، ماهیچه صاف در دستگاه گوارش و سیستم عصبی مرکزی مسدود می‌کند. برون‌ده قلب و ضربان قلب را افزایش می‌دهد، فشار خون را کاهش می‌دهد و ترشحات را خشک می‌کند. ممکن است با سروتونین مخالفت کند. در دوزهای قابل مقایسه، هیوسیامین ۹۸ درصد از قدرت آنتی کولینرژیک آتروپین را دارد. دیگر داروی اصلی مشتق شده از بلادونا هیوسین (که در ایالات متحده به نام اسکوپولامین شناخته می‌شود) ۹۲ درصد از قدرت ضد موسکارینی آتروپین را دارد.